# Breitinger Schönrain
Breitinger Schönrain ist ein Naturschutzgebiet auf dem Gebiet der baden-württembergischen Gemeinde Breitingen im Alb-Donau-Kreis.

## Kenndaten
Das Gebiet wurde mit Verordnung des Regierungspräsidiums Tübingen vom 1. Dezember 2003 als Naturschutzgebiet ausgewiesen und hat eine Größe von 7,0 Hektar. Es wird unter der Schutzgebietsnummer 4.309 geführt. Der CDDA-Code für das Naturschutzgebiet lautet 329299 und entspricht der WDPA-ID.

## Lage
Das Naturschutzgebiet Breitinger Schönrain liegt rund 500 Meter östlich der Gemeinde Breitingen. Es liegt auf einem Südwest-exponierten Talhang am Rand des wenig eingetieften Lonetals und besteht aus Wacholderheideresten, zahlreichen Gebüschen, Einzelbäumen und Feldhecken sowie einem Laubholz-Sukzessionswald, ähnlich einem Hudewald. Das Gebiet liegt im Naturraum 097-Lonetal-Flächenalb innerhalb der naturräumlichen Haupteinheit 09-Schwäbische Alb. Es wird umschlossen von dem 3.158,1 Hektar großen Landschaftsschutzgebiet Nr. 4.25.103 Mittleres Lonetal.

## Schutzzweck
Schutzzweck ist laut Schutzgebietsverordnung die Erhaltung einer seit Jahrhunderten vom wirtschaftenden Menschen beeinflussten Kulturlandschaft als Lebens- und Rückzugsraum für vom Aussterben bedrohte, gefährdete und geschützte Tier- und Pflanzenarten, Landschaftsteil von besonderer landschaftlicher Schönheit.
Besonders schützenswert sind:
- der Erhalt der Reste der Wacholderheide mit wertvollen Magerrasen, Gebüschen, Weidbäumen bis hin zum Hudewald und naturnahem Laubholz-Sukzessionswald, zur Lebensraumsicherung der gefährdeten Flora und Fauna, besonders der Schmetterlinge der trockenwarmen Heide und Waldränder sowie der charakteristischen Vogelarten der Wacholderheiden und Laubwälder;
- der Schutz des Gebiets vor weiterer Bebauung, Aufforstung und anderen Nutzungsintensivierungen, insbesondere einem übermäßigen Freizeitbetrieb;
- der Erhalt des Gebiets als integraler Bestandteil einer Biotopvernetzung und Landschaftsentwicklung;
- der Schutz der landschaftsprägenden Eigenart der Wacholderheide mit Übergang zum Hudewald, die als Zeugnis der früheren Wirtschaftsweisen von hohem landeskulturellen Wert ist.